# Sharon Maguire
Sharon Maguire, född 28 november 1960 i Aberystwyth i Cardiganshire, Wales, är en brittisk (walesisk) film- och TV-regissör. Hon är mest känd för att vara regissören bakom den romantiska komedifilmen Bridget Jones dagbok, baserad på vännen Helen Fieldings dagboksroman med samma namn. En av huvudkaraktärerna i filmen, "Shazza", sägs även vara baserad på just Maguire själv.
Maguire lever ihop med regissören Anand Tucker. Paret har två barn tillsammans.

## Filmografi (i urval)
- 2001 – Bridget Jones dagbok[8]
- 2008 – Blown Apart[9]
- 2013 – Call Me Crazy: A Five Film
- 2016 – Bridget Jones's Baby[10][11]
- 2020 – En sagolik historia